# Пітерсвілл (Аляска)
Пітерсвілл (англ. Petersville) — переписна місцевість (CDP) в США, в окрузі Матануска-Сусітна штату Аляска. Населення — 27 осіб (2020).

## Географія
Пітерсвілл розташований за координатами 62°28′24″ пн. ш. 150°52′36″ зх. д. / 62.47333° пн. ш. 150.87667° зх. д. (62.473402, -150.876787).  За даними Бюро перепису населення США в 2010 році переписна місцевість мала площу 1198,44 км², з яких 1196,72 км² — суходіл та 1,72 км² — водойми.

### Клімат
| Клімат : Пітерсвілл      | Клімат : Пітерсвілл | Клімат : Пітерсвілл | Клімат : Пітерсвілл | Клімат : Пітерсвілл | Клімат : Пітерсвілл | Клімат : Пітерсвілл | Клімат : Пітерсвілл | Клімат : Пітерсвілл | Клімат : Пітерсвілл | Клімат : Пітерсвілл | Клімат : Пітерсвілл | Клімат : Пітерсвілл | Клімат : Пітерсвілл |
| Показник                 | Січ.                | Лют.                | Бер.                | Квіт.               | Трав.               | Черв.               | Лип.                | Серп.               | Вер.                | Жовт.               | Лист.               | Груд.               | Рік                 |
| Середній максимум, °C    | −7,8                | −5,6                | −1,1                | 5,6                 | 12,2                | 18,3                | 18,9                | 16,7                | 11,1                | 1,7                 | −5                  | −6,1                | 5,0                 |
| Середня температура, °C  | −11,7               | −10                 | −6,9                | −0,8                | 5,8                 | 11,7                | 13,1                | 11,1                | 5,8                 | −2,5                | −8,9                | −10                 | −0,2                |
| Середній мінімум, °C     | −15,6               | −14,4               | −12,8               | −7,2                | −0,6                | 5,0                 | 7,2                 | 5,6                 | 0,6                 | −6,7                | −12,8               | −13,9               | −5,4                |
| Норма опадів, мм         | 57                  | 54                  | 36                  | 35                  | 26                  | 42                  | 100                 | 148                 | 148                 | 82                  | 62                  | 74                  | 864                 |
| ------------------------ | ------------------- | ------------------- | ------------------- | ------------------- | ------------------- | ------------------- | ------------------- | ------------------- | ------------------- | ------------------- | ------------------- | ------------------- | ------------------- |
| Джерело: Weather Channel |                     |                     |                     |                     |                     |                     |                     |                     |                     |                     |                     |                     |                     |

## Демографія
Згідно з переписом 2010 року, у переписній місцевості мешкали 4 особи в 4 домогосподарствах у складі 0 родин. Густота населення становила 0 осіб/км².  Було 179 помешкань (0/км²).
Расовий склад населення:
| - 75,0 % — білих |

До двох чи більше рас належало 25,0 %. Частка іспаномовних становила 0,0 % від усіх жителів.
За віковим діапазоном населення розподілялося таким чином: 0,0 % — особи молодші 18 років, 75,0 % — особи у віці 18—64 років, 25,0 % — особи у віці 65 років та старші. Медіана віку мешканця становила 46,5 року. На 100 осіб жіночої статі у переписній місцевості припадало 33,3 чоловіків;  на 100 жінок у віці від 18 років та старших — 33,3 чоловіків також старших 18 років.
Цивільне працевлаштоване населення становило 0 осіб. 